# Harry Klein (Musiker)
Harry Klein (* 25. Dezember 1928 in London; † 30. Juni 2010 ebenda) war ein britischer Jazz-Musiker (Klarinette, Altsaxophon).
Klein begann seine Karriere Ende der 1940er Jahre in der Band von Nat Gonella. Er spielte dann mit Bill Le Sage, Tommy Whittle und Kenny Baker. Mitte 1955 bildete er (gemeinsam mit Allan Ganley, Derek Smith und Sammy Stokes) das New Jazz Quartet, bevor er 1956 mit dem Orchester von Stan Kenton auf Tournee ging. Klein arbeitete in den 1950er und 1960er Jahren mehrere Jahre bei Stan Tracey und wirkte an Aufnahmen von Tubby Hayes, Sammy Davis, Jr., Victor Feldman, Dudley Moore und Champion Jack Dupree mit. In den 1960er und 1970er Jahren arbeitete er meist als Studiomusiker für englische Pop- und Rockbands. So wirkte er bei einigen Songs des Weißen Albums der Beatles 1968 mit, bei der Ragtime-Nummer „Honey Pie“ als Klarinettist und bei der Harrison-Komposition „Savoy Truffle“ als Saxophonist. Er gehörte auch mit Ronnie Scott zu den vier Saxophonisten, die bei dem Beatles-Titel „Lady Madonna“ zu hören waren. Klein wirkte außerdem bei Aufnahmen der Band Caravan mit.